# Ernest Cosson
Ernest Saint-Charles Cosson (Parigi, 22 luglio 1819 – Parigi, 31 dicembre 1889) è stato un botanico francese.
Cosson è noto per la sua ricerca di botanica in Nord Africa, e durante la sua carriera ha partecipato a otto viaggi in Algeria. Nel 1863 è stato eletto presidente della Société botanique de France, e dal 1873 al 1889, è stato membro dell'Accademia francese delle scienze.
Con Jacques Nicolas Ernest Germain de Saint-Pierre (1815-1882), ha pubblicato Atlas de la Flore des Environs de Paris.

## Pubblicazioni principali
- Atlas de la flore des environs de Paris ou illustrations de toutes les espèces des genres difficiles et de la plupart des plantes litigieuses de cette région, 1845.
- Introduction à la Flore d'Algérie, etc. (con Michel Charles Durieu de Maisonneuve), 1854.
- Rapport sur un Voyage botanique en Algérie, de Philippeville a` Biskra et dansles Monts Aure's, 1856.[3]
- Instructions sur les observations et les collections botaniques à faire dans les voyages, 1872
- Note sur le projet de création en Algérie d'une mer dite intérieure, 1880
- Forets, bois et broussailles des principales localités du Nord de la Tunisie explores, 1883.[4]
- Compendium florae Atlanticae [...] Volume I. Première partie.- Historique et Géographie..., 1881
- Compendium florae Atlanticae [...] Volume II. Supplément à la partie historique et flore des états barbaresques..., 1887
- Illustrationes florae Atlanticae [...] Volumen I..., 1882-1890
- Illustrationes florae Atlanticae [...] Volumen II..., 1892-1897
- Instructions sur les observations et les collections botaniques à faire dans les voyages..., 1872
- Note sur la flore del la Kroumirie centrale..., 1885
- Notes sur quelques plantes critiques, rares ou nouvelles..., 1849-1852
- Cosson, Ernest Saint-Charles & Germain de Saint-Pierre, Jacques-Nicolas-Ernest
  - Atlas de la flore des environs de Paris [...] Deuxième édition..., 1882
  - Flore descriptive et analytique des environs de Paris..., 1845
  - Flore [descriptive et analytique] des environs de Paris [...] Deuxième édition..., 1861
  - Observations sur quelques plantes critiques des environs de Paris..., 1840
  - Supplément au Catalogue raisonné des plantes vasculaires des environs Paris..., 1843
  - Synopsis analytique de la flore des environs de Paris [...] Deuxième édition..., 1859
  - Synopsis analytique de la flore des environs de Paris [...] Troisième édition..., 1876
- Cosson, Ernest Saint-Charles ; Germain de Saint-Pierre, Jacques-Nicolas-Ernest & Weddell, Hugh Algernon
  - Introduction à une flore analytique et descriptive des environs de Paris..., 1842